# سوني بوي جارو
سوني بوي جارو مواليد 24 مارس 1982 في الفلبين، هو ملاكم محترف فلبيني يصنف ضمن فئة وزن الذبابة. حقق بطولة المجلس العالمي للملاكمة.

## المسيرة الاحترافية
من نزالاته:
- انتصر على بونجساكليك وونجونجكام بالضربة الفنية القاضية (02-03-2012).

## إحصائيات
خاض خلال مسيرته 60 نزالا، فاز في 42 وتعادل في 5 وخسر في 13. فاز بالضربة القاضية في 30 نزالا.

## روابط خارجية
- سوني بوي جارو على موقع بوكس ريك (الإنجليزية) (registration required)